# 熊与龙
《熊與龍》是湯姆·克蘭西的傑克·萊恩系列政治驚悚小說，於2000年出版。書名指的是代表俄羅斯的熊和代表中國的龍。这是克兰西最长的小说。

## 摘要
因美國政府重新承認臺灣，全面與臺灣恢復外交關係，美國大使館重新出現在臺北市區，兩國還正商議是否將美國海軍部署在臺灣，導致中美關係陷入緊張。
俄國對外情報局（SVR）總監Sergey Nickolayevich Golovko是傑克·雷恩总统的朋友，正由司機用白色裝甲賓士車載送往KGB總部（Moscow Centre）時，有人用RPG-7火箭彈射擊該車，謀殺乘客。由于Golovko的司機曾於特种部队服役迅速反應，讓Golovko得以幸存。他思考RPG火箭彈是否針對他。
挖掘線索的調查很緩慢，幾周後針對謀殺案只有一些線索。在暗殺事件幾週後，CNN攝影組在中華人民共和國證實教皇Nuncio的北京特使——樞機主教Renato diMilo和中國浸信會長Yu Fa An被謀殺，因兩人企圖制止中國當局對Yu的追隨者執行強制墮胎。作為反應，國際對中國施加抵制。由於最近的軍事擴張，中國經濟陷入困境，中國加速入侵西伯利亞的計劃，以獲取新發現的石油和金礦。這項行動包括企圖暗殺俄羅斯總統Grushavoy和他的高級顧問。
雷恩說服北約接納俄羅斯，並承諾對Grushavoy總統提供援助。當中國侵入西伯利亞，俄羅斯在美國及其北約盟國幫助下擊退入侵部隊，造成中國方面人員重大傷亡。在美國海軍攻擊中國大陸沿海防禦，並在港口中大量擊毀中國海軍的過時艦隊。F-117夜鷹攻擊機用GBU-27寶石路III雷射引導炸彈破壞哈爾濱到北安市的鐵路橋樑，嚴重破壞中國侵俄軍的補給線。不同於顧問們的意見，雷恩決定在CIA網站轉播美國有線電視新聞網報導的戰爭資訊，並加上美國無人偵察機的直播，以對抗中國政府宣傳的戰爭狀況和意圖…